# Frédéric-Casimir de Deux-Ponts-Landsberg
Frédéric-Casimir de Deux-Ponts-Landsberg (allemand : Friedrich Kasimir von Pfalz-Zweibrücken-Landsberg) (10 juin 1585 - 30 septembre 1645) issu de la maison Palatinat-Deux-Ponts est comte palatin de Landsberg de  1604 à 1645.

## Biographie
Frédéric né à Deux-Ponts en 1585 est le deuxième fils de Jean Ier de Deux-Ponts et de Madeleine de Clèves. Après la mort de son père en 1604, Frédéric-Casimir et ses frères se partagent le patrimoine paternel. Frédéric-Casimir reçoit les territoires autour du château de Landsberg. Il meurt en 1645 à Montigny-Montfort, domaine français de son épouse et il est inhumé dans l'église Saint-Alexandre de Deux-Ponts.

## Union et postérité
Frédéric-Casimir épouse le 4 juillet 1616 la comtesse Émilie Antwerpiana d'Orange-Nassau (9 décembre 1581 – 28 septembre 1657), fille du prince  Guillaume Ier, et ils ont les enfants suivants:
1. Frédéric de Palatinat-Deux-Ponts (14 août 1617  – 15 août 1617)
2. Frédéric-Louis de Deux-Ponts
3. Charles-Henri de Palatinat-Deux-Ponts (25 juillet 1622 – 11 juin 1623)